# Liverpool River
Liverpool River är ett vattendrag i Australien. Det ligger i territoriet Northern Territory, omkring 370 kilometer öster om territoriets huvudstad Darwin.
Trakten runt Liverpool River är nära nog obefolkad, med mindre än två invånare per kvadratkilometer. Savannklimat råder i trakten. Genomsnittlig årsnederbörd är 1 455 millimeter. Den regnigaste månaden är mars, med i genomsnitt 389 mm nederbörd, och den torraste är augusti, med 1 mm nederbörd.